# (25236) 1998 UT6
1998 يو تي 6 (ويعرف أيضًا باسم (25236) 1998 يو تي 6 وفق تسمية الكوكب الصغير) (بالإنجليزية: 1998 UT6)‏ هو كويكب ضمن حزام الكويكبات؛ وترتيبه 25236 من حيث الاكتشاف.
اكتُشف هذا الجُرم الفلكي بواسطة تيتسوؤو كاغاوا في 18 أكتوبر 1998.

## وصلات خارجية
- (25236) 1998 UT6 في قاعدة بيانات مختبر الدفع النفاث لأجرام النظام الشمسي الصغيرة

- الاكتشاف · مخطط المدار ·  العناصر المدارية · المعلمات المادية

- (25236) 1998 UT6 على موقع ويكي سكاي: DSS2, SDSS, GALEX, IRAS, Hydrogen α, X-Ray, Astrophoto, Sky Map, Articles and images